# Bruno van Pottelsberghe
Bruno van Pottelsberghe, teljes nevén Bruno J. M. T. G. van Pottelsberghe de la Potterie (Uccle, Brüsszel, Belgium, 1968. augusztus 17.–) belga közgazdász, a Budapesti Corvinus Egyetem 2024 augusztusától hivatalba lépő rektora. A felsőoktatásban szerzett vezetői tapasztalatairól és az innováció közgazdaságtana (a tudományos és technológiai politikák, valamint a szellemi tulajdonra vonatkozó politikák hatékonysága) terén végzett széles körű tudományos munkájáról ismert. Az Európai Unió Bruegel gazdasági–politikai tanácsadó testületének tagja volt.

## Ifjúkora, tanulmányai
1970-től 1978-ig Zaire-ban (ma KDK) élt. A francia nyelvű Brüsszeli Szabadegyetemen (Université Libre de Bruxelles / ULB) közgazdasági alapképzésben szerzett diplomát 1990-ben, 1992-ben üzleti gazdaságtanból, 1994-ben ökonometriából, 1995-ben pedig nemzetközi kapcsolatokból szerzett mesterdiplomát. 1998-ban ugyanezen az egyetemen közgazdaságtanból szerzett kitüntetéses doktori címet. Doktori disszertációjának címe „A tudomány- és technológiapolitikák hatékonyságának értékelése a triádon belül” volt, amelynek Henri Capron professzor volt a témavezetője.

## Karrierje
- Brüsszeli Egyetem (Université Libre de Bruxelles) (ULB)
  - Dékán[6], Solvay Brussels School of Economics and Management (SBS-EM) (2021. szeptember - 2024. augusztus)
  - Akadémiai igazgató[6], Executive MBA (2014 - 2024.)
  - Az ULB rektorának és elnökének tanácsadója[6] a technológia-transzferrel kapcsolatos kérdésekben (2005. január - 2024.)
  - Dékán[7], SBS-EM (2011. szeptember - 2017. szeptember)
  - Megbízott dékán, SBS-EM (2011. április - 2011. szeptember)
  - Dékánhelyettes, SBS-EM (2010. szeptember - 2011. április)
  - Egyetemi tanár[7] (Prof. Ordinaire), a Solvay Részvénytársaság által alapított Innovációs Tanszék vezetője (2010. szeptember - 2024.)
  - Professzorjelölt[7] (professeur), a Solvay Részvénytársaság által alapított Innovációs Tanszék vezetője (2008. okt. - 2010. szept.)
  - Docens, a Solvay Részvénytársaság által alapított Innovációs Tanszék vezetője (1999. okt. - 2008. okt.)
  - Alelnök[8], Solvay Business School (2001. szeptember - 2005. szeptember)
  - Akadémiai igazgató[8] - MBA (2002. szeptember - 2005. szeptember)
  - Igazgató - Nemzetközi csereprogram (2002. szeptember - 2005. szeptember)
  - Társigazgató - Nemzetközi csereprogram (2000. szeptember - 2002. szeptember)
  - Társigazgató- MBA (2001. szeptember - 2002. szeptember)
- QTEM[7]: Kvantitatív technikák a közgazdaságtanban és a menedzsmentben hálózat
  - Elnök (2023. okt. - jelen)
  - Főtitkár (2018. május - 2021. szeptember)
  - Elnök (2012. szeptember - 2018. május)
  - A hálózat kezdeményezője és társalapítója
- Bruegel Think-Tank
  - Tudományos főmunkatárs[6] (2007. december - 2011. szeptember)
- Európai Szabadalmi Hivatal (EPO), München
  - Vezető közgazdász[7] (2005. november - 2007. december)
- Gazdasági Együttműködési és Fejlesztési Szervezet (OECD), Párizs
  - Tanácsadó[9] - Tudományos, Technológiai és Ipari Igazgatóság (DSTI) - Gazdasági Elemzési és Statisztikai Osztály (EASD) (1997. szeptember - 1999. október)
- Columbia Business School, New York
  - Vendégkutató[7] (1996. február - június)
- Külkereskedelmi és Ipari Minisztérium (METI), Tokió
  - Vendégkutató[7] (1995. aug. - dec.)
- Université Libre de Bruxelles
  - Tudományos munkatárs[10] (1996. szeptember - 1997. szeptember)
  - Ph.D. Mini-ARC ösztöndíj[10] (1992. szeptember - 1996. szeptember)

## Kutatási és tudományos munkái
Kutatási tevékenysége az innovációra és a szabadalmakra összpontosít, 2024 augusztusával több mint 60 cikke jelent meg lektorált folyóiratokban, idézeteinek száma a Google Scholarban 14 000 fölött van. H-indexe pedig 55. 11 Ph.D. hallgató témavezetője volt.

## Nemzetközi tapasztalata
- Vendégkutató[7] a METI/RI-nél Tokióban, Japánban (1995)
- Vendégkutató[7]a Columbia Business Schoolban, New Yorkban, az Amerikai Egyesült Államokban (1996)
- Közgazdász és tanácsadó az OECD - DSTI-nél, Párizsban, Franciaországban (1997-1999)[9]
- Vendégprofesszor[7] a Hitotsubashi Egyetemen, Kunitachi, Tokióban, Japánban (2003)
- Az Európai Szabadalmi Hivatal vezető közgazdásza[7] Münchenben, Németországban (2005-2007)

Több mint 130 nemzetközi cserepartner megállapodás tárgyalásait vezette le, amelyek 50%-a Európán kívüli, és legalább 12 üzleti iskolában töltött be partneri szakértői szerepet az EFMD/EQUIS akkreditációnál.

## Magánélete
Házas, két gyermeke van, Mateo és Nina. Folyékonyan beszél franciául és angolul.

## Válogatott publikációi

### Könyvek - szerzőként vagy társszerkesztőként
- van Pottelsberghe B., 2017, Growth, R&D spillovers and the role of patent systems - A compendium of 20 years of research on innovation economics, World Scientific Publisher, 300p - ISBN 9789813141148
- Guellec D. and B. van Pottelsberghe de la Potterie, 2007, The Economics of the European Patent System, Oxford University Press. (also translated in Chinese, National Publication Foundation, China, March, 250 p - ISBN 9780199216987)
- van Pottelsberghe B., 2009, Lost Property: the European patent system and why it doesn’t work, Bruegel Blueprint, June, 68 p – ISBN 978-9-078910-12-1

### Tudományos folyóiratok, válogatott tanulmányok
- Petit E., van Pottelsberghe de la Potterie, B. & Gimeno-Fabra, L. 2023, Are patent offices substitutes ? Research Policy, 52(8). [60; IF(2022)=7.2] - DOI: 10.1016/j.respol.2023.104823
- Petit E., van Pottelsberghe de la Potterie, B. & Gimeno-Fabra, L. 2021, Global patent systems: revisiting the national bias hypothesis, Journal of International Business Policy, 5, 56–67 [59; IF(2022)=7.9] - DOI: 10.1057/s42214-021-00100-1
- Honoré F., F. Munari, and B. van Pottelsberghe de la Potterie, 2015, Corporate governance practices and companies’ R&D intensity: Evidence from European countries, Research Policy, 44 (2), 533-543. [57; IF(2015)=2.26] - DOI: 10.1016/j.respol.2014.10.016
- Picard P. and B. van Pottelsberghe de la Potterie, 2013, Patent office governance and patent examination quality, Journal of Public Economics, 104(C), pages 14–25. [54; IF(2015)=1.46] - DOI: 10.1016/j.jpubeco.2013.04.009  - DOI: 10.1016/j.respol.2012.09.003
- Mejer M. and B. van Pottelsberghe de la Potterie, 2012, Economic incongruities in the European patent system, European Journal of Law and Economics, 34(1); 215-234. [50; IF(2015)=0.42] - DOI: 10.1007/s10657-011-9221-3
- van Pottelsberghe de la Potterie B., 2011, The quality factor in patent systems, Industrial and Corporate Change, 20(6), 1755-1793. [(48; IF(2011)=1.24] - https://doi.org/10.1093/icc/dtr066
- Van Looy, B., J. Callaert, E. Sapsalis, and B. van Pottelsberghe de la Potterie, 2011, Entrepreneurial effectiveness of European universities: an empirical assessment of antecedents and trade-offs, Research Policy, 40(4), 553-564. [46; IF(2011)=2.51];  - DOI: 10.1016/j.respol.2011.02.001
- van Zeebroeck N. and B. van Pottelsberghe de la Potterie, 2011, Filing strategies and patent value, Economics of Innovation and New Technologies, 20 (6), 539-561. - DOI: 10.1080/10438591003668646
- Danguy J. and B. van Pottelsberghe de la Potterie, 2011, Cost-Benefit Analysis of the Community Patent, Journal of Benefit-Cost Analysis (Berkeley Electronic Press), 2(2), pp. 1–41.  - DOI: 10.2202/2152-2812.1030
- Harhoff D., K. Hoisl, B. Reichl, B. van Pottelsberghe de la Potterie, 2009, Patent validation at the country level: the role of fees and translation costs, Research Policy, 38(9), pp. 1423–1437. [37; IF(2009)=2.66]  - DOI: 10.1016/j.respol.2009.06.014
- van Zeebroeck N., B. van Pottelsberghe de la Potterie and D. Guellec, 2009, Claiming more: the increased voluminosity of patent applications and its determinants, Research Policy, 38(6), 1006-1020. [36; IF(2009)=2.66] – DOI: https://doi.org/10.1016/j.respol.2009.02.004
- van Pottelsberghe de la Potterie B. and N. van Zeebroeck, 2008, A brief history of space and time: the scope-year index as a patent value indicator based on families and renewals, Scientometrics, 75(2), May, 319–338. [31; IF(2007)=1.47] - DOI: 10.1007/s11192-007-1864-z
- Sapsalis E., B. van Pottelsberghe de la Potterie, and R. Navon, 2006, Academic vs. industry patenting - An in-depth analysis of what determines patent value, Research Policy, 35(10), 1631-1645. [21; IF(2005)=1.84] - DOI: 10.1016/j.respol.2006.09.014
- Guellec D. and B. van Pottelsberghe de la Potterie, 2004, From R&D to productivity growth: do the institutional settings and the sources of funds of R&D matter?, Oxford Bulletin of Economics and Statistics, 66(3), 353-376. [16; IF(2003)=0.54]  - DOI: 10.1111/j.1468-0084.2004.00083.x
- Guellec D. and B. van Pottelsberghe de la Potterie, 2003, The impact of public R&D expenditure on business R&D, Economics of Innovation and New Technology, 12(3), 225-244. -DOI: 10.1080/10438590290004555
- van Pottelsberghe de la Potterie B. and F. Lichtenberg, 2001, Does foreign direct investment transfer technology across borders?, Review of Economics and Statistics, 83(3), 490-497. [9; IF(2003)=1.27] - DOI: 10.1162/00346530152480135
- Guellec D. and B. van Pottelsberghe de la Potterie, 2001, The internationalisation of technology analysed with patent data, Research Policy, 30(8), 1256-1266. [8; IF(2003)=1.40] - DOI: 10.1016/S0048-7333(00)00149-9
- Lichtenberg F. and B. van Pottelsberghe de la Potterie, 1998, International R&D spillovers: A comment, European Economic Review, 42(8), 1483-1491. [2; IF(2003)=1.021] - DOI: 10.1016/S0014-2921(97)00089-5
- van Pottelsberghe de la Potterie B., 1997, Issues in assessing the effect of interindustry R&D spillovers, Economic Systems Research, 9(4), 331-356. - DOI: 10.1080/09535319700000030